# Trương Vĩnh Trọng
Trương Vĩnh Trọng (11 tháng 11 năm 1942 - 19 tháng 2 năm 2021) là một chính trị gia Việt Nam. Ông nguyên là Ủy viên Bộ Chính trị khóa X, Bí thư Trung ương Đảng khóa IX, X, Phó Thủ tướng Chính phủ nước Cộng hòa xã hội chủ nghĩa Việt Nam, Phó Trưởng Ban Chỉ đạo Trung ương về phòng, chống tham nhũng nhiệm kỳ Quốc hội Việt Nam khóa XII. Ông từng giữ chức Trưởng ban Nội chính Trung ương, Bí thư Tỉnh ủy Đồng Tháp.

## Tiểu sử
Ông sinh ngày 11 tháng 11 năm 1942, quê ở Bình Hòa, Giồng Trôm, Bến Tre. Ông còn có tên gọi là Hai Nghĩa, theo thông tục của người miền Nam.
Thời niên thiếu, ông theo học bậc tiểu học và trung học tại địa phương. Từ năm 1960, ông bắt đầu hoạt động bí mật trong phong trào học sinh chống chế độ Ngô Đình Diệm. Năm 1962, ông thoát ly gia đình, tham gia Mặt trận Dân tộc Giải phóng miền Nam Việt Nam và công tác ở Tiểu ban Giáo dục tỉnh Bến Tre. Ngày 25 tháng 10 năm 1964, ông được kết nạp vào Đảng Nhân dân Cách mạng Miền Nam Việt Nam và được đề bạt làm Ủy viên Tiểu ban giáo dục. Sau đó, ông được bầu Tỉnh ủy viên phụ trách khối Tuyên huấn tỉnh. Năm 1968, ông được cử làm Ủy viên Ban Tuyên huấn tỉnh Bến Tre. Năm 1973, ông được cử đi học Trường Tuyên huấn miền Nam và năm 1975, ông được cử ra Bắc, theo học Trường Tuyên huấn Trung ương ở Hà Nội.
Năm 1978, ông được bầu vào Tỉnh ủy Bến Tre, giữ nhiệm vụ Phó ban Tuyên huấn tỉnh. Năm 1982, ông đắc cử vào Ban Thường vụ Tỉnh ủy và được phân công làm Bí thư Huyện ủy Giồng Trôm. Trong thời gian này, ông được đi học lớp bồi dưỡng Bí thư Huyện ủy ở Trường Đảng Cao cấp Moskva (Liên Xô).
Tại Đại hội Đại biểu Đảng Cộng sản Việt Nam lần thứ VI (1986), ông được bầu làm Ủy viên dự khuyết Ban Chấp hành Trung ương Đảng. Sau đó ông được Tỉnh ủy Bến Tre bầu làm Phó Bí thư Tỉnh ủy kiêm Chủ tịch UBND tỉnh Bến Tre từ năm 1987.
Tại Đại hội Đại biểu Đảng Cộng sản Việt Nam lần thứ VII (1991), ông được bầu làm Ủy viên Ban Chấp hành Trung ương Đảng, làm thành viên Ủy ban Kiểm tra Trung ương. Tháng 2 năm 1998, ông được chỉ định làm Trưởng ban Bảo vệ Chính trị nội bộ Trung ương.
Tháng 7 năm 2000, ông được điều động tham gia Ban Thường vụ Tỉnh ủy Đồng Tháp và được bầu làm Bí thư Tỉnh ủy Đồng Tháp.
Tại Đại hội Đại biểu Đảng Cộng sản Việt Nam lần thứ IX, đầu năm 2001, ông tái đắc cử Ủy viên Ban Chấp hành Trung ương Đảng và được bầu vào Ban Bí thư Trung ương Đảng. Tháng 4 năm 2001, ông được phân công giữ chức Trưởng Ban Nội chính Trung ương.
Tại Đại hội Đại biểu Đảng Cộng sản Việt Nam lần X, năm 2006, một lần nữa ông tái đắc cử Ủy viên Ban Chấp hành Trung ương Đảng, được bầu vào Bộ Chính trị và Ban Bí thư.
Ngày 28 tháng 6 năm 2006, Quốc hội Việt Nam phê chuẩn để nghị bổ nhiệm ông làm Phó Thủ tướng Chính phủ.
Ông còn là Đại biểu Quốc hội Việt Nam các khóa VIII, XI và XII.
Ông được nhà nước Việt Nam khen thưởng:
- Huân chương Hồ Chí Minh[1]
- Huân chương Độc lập hạng Ba
- Huân chương Kháng chiến hạng Nhất
- Huân chương Quyết thắng hạng Nhất
- Kỉ niệm chương vì sự nghiệp bảo vệ Đảng
- Huy Hiệu 55 năm tuổi Đảng

## Nghỉ hưu đến ngày qua đời

### Nghỉ hưu
Tại Đại hội đại biểu toàn quốc lần thứ XI của Đảng, ông không tái cử Ủy viên Trung ương Đảng khóa XI, một động thái để chuẩn bị cho ông nghỉ hưu.
Tháng 7/2011, ông rời khỏi cương vị Phó Thủ tướng Chính phủ và nghỉ hưu trí theo chế độ. Người kế nhiệm ông là đồng chí Bộ trưởng Bộ Tài chính Vũ Văn Ninh, kể từ ngày 3 tháng 8 năm 2011.
Từ đó đến khi mất, ông quyết định sống tại quê nhà huyện Giồng Trôm, Bến Tre.

### Qua đời và lễ tang
Ông qua đời tại nhà riêng xã Bình Hòa, huyện Giồng Trôm, tỉnh Bến Tre vào hồi 3h25 ngày 19/2/2021, hưởng thọ 78 tuổi.
Lễ viếng được tổ chức tại Hội trường UBND tỉnh Bến Tre (nơi đặt linh cữu và là quê hương ông) và tại Nhà tang lễ Quốc gia, Hà Nội vào ngày 21 tháng 2 năm 2021 theo nghi thức cấp Nhà nước. Thủ tướng Chính phủ Nguyễn Xuân Phúc, Chủ tịch Quốc hội Nguyễn Thị Kim Ngân cùng đông đảo các Lãnh đạo, Nguyên Lãnh đạo Đảng, Nhà nước và Lãnh đạo, Nguyên Lãnh đạo tỉnh Bến Tre và nhân dân Bến Tre, Đồng Tháp đã đến viếng ông. Lễ truy điệu vào lúc 9h ngày hôm sau (tức ngày 22 tháng 2 năm 2021), sau đó linh cữu được đưa ra xe tang để làm thủ tục về quê nhà để an táng vào 11h cùng ngày theo nguyện vọng của gia đình. Địa điểm an táng là tại nghĩa trang liệt sĩ tỉnh Bến Tre.

## Phát biểu nổi bật
- "Cho đến lúc này, dư luận trong nước cũng như trên thế giới, kể cả những người khó tính, còn ai nói đến vấn đề khai thác bô-xít ở Tây Nguyên nữa. Điều đó cho thấy, khai thác bô-xít ở Tây Nguyên là đúng đắn và đang gặp thuận lợi" - Phát biểu khi đang làm Phó Thủ tướng.[3]
- "Hôm nay vui mừng quá! Phấn khởi quá! Không biết nói gì hơn nên tui la lên một câu cho hả lòng, hả dạ: Hỡi toàn thể đồng bào, đồng chí ơi! Dòng điện Trị An đã về đến Bến Tre rồi!" - Phát biểu vào năm 1989 khi ông đang làm Phó Bí thư Tỉnh ủy, Chủ tịch UBND tỉnh Bến Tre trong ngày khánh thành đường điện quốc gia từ Thủy điện Trị An vượt sông Tiền về Bến Tre